# Шерман (округ, Канзас)
Ше́рман (англ. Sherman County) — округ в штате Канзас, США. Официально образован 20 сентября 1886 года. По состоянию на 2010 год, численность населения составляла 6 010 человека.

## География
По данным Бюро переписи США, общая площадь округа равняется 2 735,069 км2, из которых 2 734,525 км2 суша и 0,210 км2 или 0,020 % это водоёмы.

## Население
По данным переписи населения 2000 года в округе проживает 6 760 жителей в составе 2 758 домашних хозяйств и 1 781 семей. Плотность населения составляет 2,00 человек на км2. На территории округа насчитывается 3 184 жилых строений, при плотности застройки около 1,00-ти строений на км2. Расовый состав населения: белые — 93,83 %, афроамериканцы — 0,36 %, коренные американцы (индейцы) — 0,33 %, азиаты — 0,19 %, гавайцы — 0,16 %, представители других рас — 4,14 %, представители двух или более рас — 0,99 %. Испаноязычные составляли 8,45 % населения независимо от расы.
В составе 29,20 % из общего числа домашних хозяйств проживают дети в возрасте до 18 лет, 55,80 % домашних хозяйств представляют собой супружеские пары проживающие вместе, 6,00 % домашних хозяйств представляют собой одиноких женщин без супруга, 35,40 % домашних хозяйств не имеют отношения к семьям, 29,20 % домашних хозяйств состоят из одного человека, 14,40 % домашних хозяйств состоят из престарелых (65 лет и старше), проживающих в одиночестве. Средний размер домашнего хозяйства составляет 2,40 человека, и средний размер семьи 3,00 человека.
Возрастной состав округа: 24,60 % моложе 18 лет, 11,80 % от 18 до 24, 23,90 % от 25 до 44, 22,80 % от 45 до 64 и 22,80 % от 65 и старше. Средний возраст жителя округа 38 лет. На каждые 100 женщин приходится 104,50 мужчин. На каждые 100 женщин старше 18 лет приходится 101,40 мужчин.
Средний доход на домохозяйство в округе составлял 32 684 USD, на семью — 38 824 USD. Среднестатистический заработок мужчины был 28 012 USD против 20 927 USD для женщины. Доход на душу населения составлял 16 761 USD. Около 9,70 % семей и 12,90 % общего населения находились ниже черты бедности, в том числе — 16,90 % молодёжи (тех, кому ещё не исполнилось 18 лет) и 7,30 % тех, кому было уже больше 65 лет.